# Comuna urbană Nova Gorica
Nova Gorica (Mestna občina Nova Gorica) este o comună din Slovenia, cu o populație de 35.640 de locuitori (2002).

## Localități
Ajševica, Banjšice, Bate, Branik, Brdo, Budihni, Čepovan, Dornberk, Draga, Dragovica, Gradišče nad Prvačino, Grgar, Grgarske Ravne, Kromberk, Lazna, Loke, Lokovec, Lokve, Nemci, Nova Gorica, Osek, Ozeljan, Pedrovo, Podgozd, Potok pri Dornberku, Preserje, Pristava, Prvačina, Ravnica, Rožna Dolina, Saksid, Solkan, Spodnja Branica, Stara Gora, Steske, Sveta Gora, Šempas, Šmaver, Šmihel, Tabor, Trnovo, Vitovlje, Voglarji, Zalošče, Zavrh